# 穆扎拉·薩穆孔加
穆扎拉·薩穆孔加（英語：Muzala Samukonga，2002年12月9日—）是一名尚比亞男子田徑短跑運動員，專長400公尺。2022年，19歲的他在伯明罕大英國協運動會和非洲錦標賽上奪得金牌。薩穆孔加擔任尚比亞在2024年夏季奧林匹克運動會的掌旗官，並在400公尺項目奪得銅牌。

## 外部連結
- 穆扎拉·薩穆孔加在World Athletics（英语）